# John Tudor Walters
Sir John Tudor Walters PC (* 25. Februar 1866; † 16. Juli 1933) war ein britischer Politiker der Liberal Party.

## Leben
Walters wurde für die Liberal Party am 12. Januar 1906 erstmals als Abgeordneter in das House of Commons gewählt und vertrat dort nach seiner Wiederwahl bei den Unterhauswahlen vom 14. Dezember 1918 bis zum 15. November 1922 den Wahlkreis Sheffield Brightside. 1912 wurde er zum Knight Bachelor erhoben und trug fortan das Prädikat „Sir“. Während seiner Parlamentszugehörigkeit war er zwischen Oktober 1919 und Oktober 1922 auch Generalzahlmeister (Paymaster General) in der Regierung von Premierminister David Lloyd George.
Bei den Unterhauswahlen vom 30. Mai 1929 wurde er im Wahlkreis Penryn and Falmouth wiederum in das House of Commons gewählt und gehörte diesem bis zum 27. Oktober 1931 an. Zwischen September und November 1931 war er in der Regierung von Premierminister Ramsay MacDonald abermals Paymaster General.